# Mobile, Alabama
Mobile (phát âm /moʊˈbiːl/ moe-BEEL) là một thành phố thuộc tiểu bang Alabama, Hoa Kỳ. Đây là thành phố lớn thứ 3 bang Alabama. Thành phố có diện tích km2, dân số thời điểm năm là người.
Thành phố là quận lỵ của quận Mobile6. Thành phố nằm bên sông Mobile và khoảng trung tâm Duyên hải Vịnh Mexico của Hoa Kỳ. Dân số trong phạm vi thành phố là 195.111 người theo cuộc tổng điều tra năm 2010 2. Nó là đô thị lớn nhất ở bờ biển vùng Vịnh giữa New Orleans, Louisiana và St Petersburg, Florida. Thành phố Mobile là đô thị chính của Khu vực thống kê đô thị Mobile, một vùng của có dân số 399.843 cư dân.